# 相馬確郎
相馬 確郎（そうま かくろう、旧姓・亀山、1890年（明治23年）2月 - 没年不明）は、日本の実業家、地家主。相馬商事相談役。北海道銀行、函館貯蓄銀行、北日本製紙各取締役。北海道拓殖銀行、棒二森屋、相馬商店各監査役。

## 人物
岐阜県・亀山顕造の三男。亀山恭平の弟。1912年、東京高等商業学校（現一橋大学）卒業。2代相馬哲平の養子となり、1919年、分家した。銀行、会社の重役だった。
また確郎は、戦後の相馬家事業グループにおいて指導者的存在だった。宗教は曹洞宗。趣味は碁。住所は函館市大町、同市曙町。

## 家族・親族
相馬家
- 妻
  - ハツ（北海道、初代相馬哲平の孫）[2]
  - トシ（1897年 - ?、北海道、相馬康平の姉）[5][7][8]
- 長男・達郎（1913年 - ?）[6]
  - 同妻・トミ（新潟、二宮孝順の三女）[6]
  - 同長女[8]
- 男・純吉[7]（1923年 - ?、理学博士、北海道大学教授）
- 孫[8]

親戚
- 実兄・亀山恭平（1887年 - ?、日本勧業銀行地方顧問）